# 쉿! 오늘부터 거기만 남자!
《쉿! 오늘부터 거기만 남자!》(프랑스어: Si j'étais un homme →내가 남자였다면)은 2017년 프랑스의 코미디 영화이다.

## 개요
다른 여자와 새로운 삶을 시작하려는 남편에게 버림받은 38세, 두 아이의 엄마인 잔느는 더 이상 남자와 함께 살지 않기로 결심한다. 그녀는 화장실에 가려고 새벽에 일어나 자신도 모르게 서서 자신의 욕구를 수행하다가 다시 잠자리에 들고 자신에게 성기가 있다는 사실을 알게 된다. 친구 마르셀과의 낄낄거림과 산부인과 의사의 공황발작 사이에서 잔느은 이 새로운 상황에 대처하기 위해 최선을 다한다. 하지만 동료 멀린이 그녀와 사랑에 빠지면서 상황은 더욱 복잡해진다.

## 출연

### 주연
- 오드리 데이너 : 잔느 역
- 에릭 엘모스니노 : 멀린 역
- 앨리스 벨라이디 : 마르셀 역
- 크리스티앙 클라비에 : 닥터 페이스 역

### 조연
- 조나단 루이
- 에리크 다 코스타